# Ellen Jelinek
Ellen Marianne Mattsson Jelinek, född 5 december 1973 i Sollentuna, är en svensk skådespelare.
Jelinek studerade vid Teaterhögskolan i Stockholm 2000–2004. Hon kom in på skolan först efter femte försöket och hade annars planer på att studera till jurist. Hon har varit engagerad på Teater Västmanland, Göta Lejon och Dramaten. Hon filmdebuterade 2005 i Kjell-Åke Anderssons Wallander – Innan frosten. Genombrottet kom 2007 i TV-filmen En uppstoppad hund.
Sommaren 2013 var Jelinek sommarpratare i Sveriges Radio P1. I programmet berättade hon bland annat om studietiden på Teaterhögskolan, där hon enligt egen utsago blev mobbad av medstudenter och rektor.
Hon är gift med skådespelaren Robert Jelinek.

## Filmografi (i urval)
Källor: 

- 2005 – Wallander – Innan frosten
- 2005 – Harrys döttrar
- 2005 – Lovisa och Carl Michael
- 2006 – 2010
- 2006 – En uppstoppad hund
- 2006 – AK3 (TV-serie)
- 2006 – LasseMajas detektivbyrå (TV-serie)
- 2007 – Den nya människan
- 2007 – Underbar och älskad av alla
- 2008 – Maria Wern - Främmande fågel (TV-serie)
- 2008 – Livet i Fagervik (TV-serie)
- 2008 – Perrongen
- 2008 – Vi hade i alla fall tur med vädret – igen
- 2009 – Morden (TV-serie)
- 2010 – Våra vänners liv (TV-serie)
- 2012 – Cockpit
- 2012 – Livstid
- 2012–2014 – Äkta människor (TV-serie)
- 2012 – Hinsehäxan (TV-serie)
- 2013 – En pilgrims död (TV-serie)
- 2014 – Stockholm Stories
- 2015 – Efterskalv
- 2015 – Modus (TV-serie)
- 2015–2016 – Fröken Frimans krig (TV-serie)
- 2016 – Syrror (TV-serie)
- 2016 – Finaste Familjen (TV-serie)
- 2017 – Fröken Frimans krig (TV-serie)
- 2017 – All inclusive
- 2018 – Den döende detektiven (TV-serie)
- 2018 – Sthlm Rekviem (TV-serie)
- 2018 – Halvdan Viking
- 2019 – Innan vi dör (TV-serie)
- 2019 – Solsidan (TV-serie)
- 2020 – Amningsrummet (TV-serie)
- 2020 – Beck – Undercover
- 2021 – Star Wars: Uslingarna (TV-serie) (röst)[7][trovärdig källa?]
- 2022 – Maskineriet (TV-serie)

## Teater

### Roller (ej komplett)
Källor: 
| År   | Roll                             | Produktion                                                       | Regi                    | Teater                 |
| ---- | -------------------------------- | ---------------------------------------------------------------- | ----------------------- | ---------------------- |
| 2002 | Phebe                            | Som ni vill ha det (As you Like it) William Shakespeare          | Johanna Garpe           | Stockholms stadsteater |
| 2006 | Ismene, Aricias vän              | Fedra (Phèdre) Jean Racine                                       | Karl Dunér              | Dramaten               |
| 2006 | Lovisa                           | Kärlek och politik (Kabale und Liebe) Friedrich Schiller         | Hilda Hellwig           | Dramaten               |
| 2007 | Nina                             | Måsen (Чайка, Tjajka) Anton Tjechov                              | Stefan Larsson          | Dramaten               |
| 2009 | Elise                            | Den girige (L'Avare) Molière                                     | Gösta Ekman             | Dramaten               |
| 2012 | Ismael Sufflösen Maj Justina     | Fanny och Alexander Ingmar Bergman                               | Stefan Larsson          | Dramaten               |
| 2015 | Varja                            | Idioten Mattias Andersson efter Fjodor Dostojevskij              | Mattias Andersson       | Dramaten               |
| 2016 | Elise                            | Den girige (L'Avare ou l'École du mensonge) Molière              | Gösta Ekman             | Dramaten               |
| 2016 | Ismael Sufflösen Maj Justina     | Fanny och Alexander Ingmar Bergman                               | Stefan Larsson          | Dramaten               |
| 2017 | Den äldre dottern/Det ena barnet | Försökskaninerna Marie-Louise Ekman                              | Marie-Louise Ekman      | Dramaten               |
| 2017 | Dina                             | Det blåser på månen (The Wind on the Moon) Eric Linklater        | Ellen Lamm              | Dramaten               |
| 2017 | Ismene                           | Oidipus/Antigone (Οἰδίπους Τύραννος/Ἀντιγόνη) Sofokles           | Eirik Stubø             | Dramaten               |
| 2020 | Maj                              | Maj Kristina Sandberg                                            | Ellen Lamm              | Dramaten               |
| 2021 | Medverkande                      | Liv Strömqvist tänker på sig själv Liv Strömquist och Ada Berger | Ada Berger              | Dramaten               |
| 2021 | Maj                              | Maj Kristina Sandberg                                            | Ellen Lamm              | Dramaten               |
| 2022 | Vasilisa                         | Natthärbärget (На дне, Na dne) Maksim Gorkij                     | János Szász             | Dramaten               |
| 2022 | En exfru En annan granne         | Tid för glädje (Tid for glede) Arne Lygre                        | Stéphane Braunschweig   | Dramaten               |
| 2023 | Harläppen                        | Den stora skrivboken (Le grand cahier) Ágota Kristóf             | Sofia Jupither          | Dramaten               |
| 2024 |                                  | Yerma Federico García Lorca                                      | Lisaboa Houbrechts      | Dramaten               |
| 2024 |                                  | Titta en älg Kristina Lugn                                       | Mellika Melouani Melani | Dramaten               |